# Ангел Харизанов
Ангел Харизанов, известен като Ангел войвода и Спанчовалията, е български революционер, войвода на Върховния македоно-одрински комитет.

## Биография
Харизанов е роден в 1870 година във валовищкото село Спанчево (Горно или Долно Спанчево), тогава в Османската империя, днес България. Влиза във ВМОРО и изпълнява терористични задачи. По-късно преминава към Върховния комитет. Заедно с Теофил Иванов е помощник в четата на поручик Христо Саракинов. През лятото на 1902 година четата на Саракинов влиза в сражение с вътрешните чети на Илия Кърчовалията, Яне Сандански и Атанас Тешовски в местността Харамийската чешма между селата Петрово и Голешово, в което загиват Теофил Иванов, Ангел Спанчовалията и още трима върховистки четници. Участникът в сражението Георги Баждаров пише:
| „ | И двамата убити бяха юнаци хора. Ангел Спанчовалията бе по-рано терорист в разпореждане на Вътрешната организация. Окръжният комитет в Сяр го бе натоварил с акции в самия Сяр и той ги бе извършил сполучливо. Ала като отишъл в София, бил привлечен в другия лагер. Нищо по-скръбно и по-пакостно от това, синовете на една поробена земя, тези, които са се обрекли в жертва за нейното освобождение, да се делят на лагери! Не споделих радостта на някои от другарите за победата. Тежко ми беше, тъжах за погиналите - те можеха да се пожертват в борба с поробителя на Македония, а не в борба с македонски революционери. | “ |